# Ryuji Ishizue
Ryuji Ishizue (født 22. juli 1964) er en tidligere japansk fodboldspiller.
Han har spillet for flere forskellige klubber i sin karriere, herunder Yokohama Flügels og Vissel Kobe.